# 王香雄
王香雄（1918年—1988年），男，福建上杭人，中华人民共和国军事人物，中国人民解放军少将，曾任济南军区空军副司令员。